# Josip Broz Tito
Josip Broz, Tito (Kumrovec, Croàcia, 7 de maig de 1892 - Ljubljana, Eslovènia, 4 de maig de 1980), conegut pel seu títol militar mariscal Tito, va ser el líder de Iugoslàvia des del final de la Segona Guerra Mundial fins a la seva mort.
Oposat a partir de 1948 a Stalin i el domini de la Unió Soviètica, va desmarcar-se dels països del Bloc de l'Est donant lloc a una versió iugoslava del socialisme coneguda pel nom de titisme.

## Primers anys
Era fill de pare croat i mare eslovena. Va néixer a la localitat de Kumrovec (en aquell moment, territori de l'Imperi Austrohongarès, actualment territori de Croàcia). Després de l'escola primària començà a treballar com a pagès, després en un restaurant i als 15 anys en un taller mecànic a Sisak, on va aprendre l'ofici de serraller. Viatja a Viena l'any 1911, i entra l'any 1913 a l'exèrcit austríac, del qual va ser suboficial durant la Primera Guerra Mundial. Fet presoner pels russos, l'alliberaren quan esclatà la Revolució Russa (1917), i torna de nou a Croàcia el 1918 on pren part en la fundació del Partit Comunista Croata i destaca en l'organització sindical. Va romandre a la presó des de l'any 1928 fins a l'any 1933. Posteriorment, quan es trobava a París, s'enrolà en les Brigades Internacionals que van lluitar al costat de la Segona República Espanyola en la Guerra Civil espanyola. L'any 1937 va ser nomenat secretari general del Partit Comunista de Iugoslàvia després de l'execució de Milan Gorkić durant la Gran Purga.

## Segona Guerra mundial
Després que Iugoslàvia fos envaïda per les forces de l'Eix l'abril del 1941, els comunistes van ser dels primers i més radicals sectors socials a organitzar un moviment de resistència armada. El 10 d'abril, el politburó del Partit Comunista de Iugoslàvia es reuní a Zagreb i decidí començar la resistència: nomenà Tito com a cap del Comitè Militar. El 22 de juny del mateix any, un grup de 49 soldats van atacar un tren de reserva alemany a prop de Sisak; així comencen els primers alçaments antifeixistes a l'Europa ocupada. El 4 de juliol, Tito organitza la resistència armada contra l'ocupació alemanya com a comandant suprem de l'Exèrcit Popular d'Alliberament i Separació Partisana de Iugoslàvia amb suport de l'eslovè Edvard Kardelj i el montenegrí Milovan Djilas. Els partisans van ser protagonistes d'una gran campanya d'escamots que van permetre alliberar algunes parts del territori.
En els territoris alliberats, els partisans van organitzar comitès populars que actuaven com a governs civils. Tito es convertí en el líder més important del Consell Antifeixista d'Alliberament Nacional de Iugoslàvia (AVNOJ), el qual fou convocat a Bihać el 26 de novembre, 1942 i a Jajce el 29 de novembre de l'any següent. En aquestes 2 reunions es van establir les bases de l'organització posterior a la guerra dintre del país, concebent-lo com una federació, i nomenaren Tito com a mariscal de Iugoslàvia. El 4 de desembre de 1943, mentre la majoria del país estava encara ocupat per les tropes alemanyes, Tito va proclamar un govern democràtic provisional. Com a líder de la resistència, va ser el principal objectiu de les forces alemanyes que ocupaven Iugoslàvia. Els alemanys van estar molt a prop de capturar i matar Tito almenys en 3 ocasions: el 1943 a l'ofensiva Fall Weiss i en l'operació subsegüent, l'ofensiva Schwarz, en la qual va ser ferit el 9 de juny. El 25 de maig de 1944 Tito també aconsegueix evadir els alemanys després de l'operació Rosselprung fora de la seva caserna general de Drvar.
Durant els primers episodis de la Segona Guerra Mundial, les activitats partisanes no tingueren suport dels aliats occidentals. Aquests, en un primer moment, van preferir donar suport a les forces txetniks (lleials a la monarquia iugoslava a l'exili) dirigides per Draza Mihailovic, perquè eren contràries al comunisme. No obstant això, després de les conferències de Teheran i Ialta l'any 1943, els partisans van rebre directament el suport dels aliats amb bombardejos combinats amb accions armades terrestres partisanes. El brigadier Fitzroy MacLean va tenir un paper significatiu en les missions d'enllaç. El primer ministre Šubašić va arribar a Belgrad el novembre de 1944 i poc després, va anar a Moscou per negociar un acord amb Stalin; que Pere II de Iugoslàvia no podria tornar fins que es celebrés un plebiscit si Iugoslàvia esdevingués una república o romangués una monarquia. A causa de les bones relacions amb Stalin, Tito sovint va tenir conflictes amb els oficials nord-americans i britànics. El 5 d'abril de 1945 Tito signa un acord amb la Unió Soviètica que permet l'entrada temporal de tropes soviètiques al territori iugoslau. Ajudat per l'Exèrcit Roig, els partisans guanyen la guerra l'any 1945. No obstant això, la "Guerra per l'alliberament de Iugoslàvia" és considerada l'única victòria de la Segona Guerra mundial assolida per forces d'escamots locals, encara que amb una mínima ajuda externa.
Totes les forces estrangeres van ser expulsades de territori iugoslau després d'haver finalitzat el període de guerra a Europa. Les restants forces feixistes dels ústaixes croats, dels Domobrani eslovens i de les tropes reialistes dels txètniks serbis van ser subjectes de judicis amb l'aplicació posterior de la pena de mort.

## Postguerra
A mitjans de l'any 1945 els alemanys van ser derrotats i el novembre de 1945, el Front Popular pro-republicà de Josip Broz Tito, liderat pel Partit Comunista de Iugoslàvia, va guanyar les eleccions amb una majoria aclaparadora, havent-hi el vot boicotejat pels monàrquics. Pere va ser deposat per l'Assemblea Constituent Comunista de Iugoslàvia el 29 de novembre de 1945 i Iugoslàvia proclamada república. L'estat quedà reunificat sota el control del govern de Tito, el qual hi establí un règim socialista.
Tito es va desmarcant progressivament de la línia oficial estalinista i anà incrementant la democràcia entre els treballadors i l'autogestió proletària, donant lloc al titisme o socialisme iugoslau, generalitzat a partir de 1950, desitjant posar l'economia a les mans dels productors directes, excloent així la formació d'una classe burocràtica com en altres règims comunistes. Finalment les relacions entre Tito i Stalin es van trencar i el Partit Comunista Iugoslau fou expulsat del Kominform (1948). L'any 1953, Tito assoleix, amb una nova Constitució, la creació de la República Federal Socialista de Iugoslàvia integrada per Sèrbia, Eslovènia, Bòsnia i Hercegovina, Croàcia, Macedònia i Montenegro. Els elements d'economia de mercat van ser introduïts progressivament amb la intenció d'assolir un sistema de socialisme de mercat, i l'any 1965 la noció de rendibilitat va ser aplicada de manera general, amb l'abandó de la planificació econòmica.
A la dècada de 1960 Tito s'uní als líders d'estats africans i asiàtics per promoure el concepte de no-alineament. Tito i el president de Romania Nicolae Ceauşescu van ser els dos únics líders comunistes que van rebutjar les invasions d'Hongria (1956), Txecoslovàquia (1968) i Afganistan (1979) pels soviètics.
Durant el temps que va estar al capdavant de la República Federal Socialista de Iugoslàvia, va defensar reformes del sistema econòmic orientades a aconseguir un socialisme de mercat.
Tito va morir el 4 de maig de 1980 a Ljubljana, capital d'Eslovènia per problemes circulatoris provocats per la diabetis, després d'una perllongada malaltia. Fou enterrat a Belgrad, actual capital de Sèrbia i per aquell temps capital federal de Iugoslàvia. La figura de Tito encara té un gran prestigi entre certs sectors de les societats que fins a l'any 1991 formaven part d'un mateix estat, ja que molts exiugoslaus valoren la seva política a favor de la pau i la unió entre els pobles de Iugoslàvia.

## Després de la mort de Tito
En el moment de la seva mort, es comença a especular si els seus successors podrien continuar mantenint una Iugoslàvia unida. Les divisions ètniques es van revifar, i alguns problemes de fons tancats en fals amb la finalització de la Segona Guerra Mundial van tornar a sorgir. Els conflictes anaven creixent per esclatar en la desintegració de la federació i en una sèrie de sagnants guerres durant la dècada dels anys noranta.
Tito va ser enterrat en un mausoleu ubicat a Belgrad, anomenat Kuca cveca (La casa de les Flors). Actualment moltes persones visiten el lloc com si recollís les essències dels "millors temps", encara que no manté cap guàrdia d'honor. Els regals que va rebre al llarg del seu mandat estan dipositats al Museu de la Història de Iugoslàvia (que rebé altres noms: "Museu 25 de Maig" i "Museu de la Revolució") que es troba a Belgrad. El valor de la col·lecció és incalculable, inclou moltes obres famoses amb pintures originals com Els capricis de Francisco de Goya. Durant la seva vida i especialment en el primer any després de la seva mort, s'anomenaren molts llocs en el seu honor (per exemple, Titograd, actualment Podgorica, capital de Montenegro, o Titovska Mitrovica, actualment Kosovska Mitrovica).
Tito va deixar una gran petjada en el desenvolupament mundial del segle xx. La seva figura, com totes les grans figures, presenta nombrosos clarobscurs. Fou un lluitador en la recerca d'un autèntic model socialista i igualitari, a més d'un gran diplomàtic i militar; assolí així transcendir en la història del seu poble. D'altra banda, fou un capdavanter amant dels plaers (amb una llarga llista d'amants) i va provocar el culte a la seva personalitat en la societat iugoslava.